# August Beer
August Beer (Trier, 31 juli 1825 – Bonn, 18 november 1863) was een Duitse wis- en natuurkundige en scheikundige, die bekend werd om zijn studies van lichtabsorptie in oplossingen en die in 1852 de wet van Beer formuleerde.

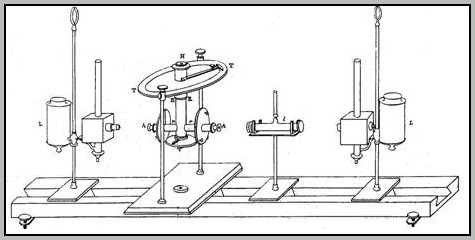
Photometer, uitgevonden door Beer

- Bibliothèque nationale de France: cb13168618n (data)
- CiNii: DA05236900
- Gemeinsame Normdatei: 117582018
- International Standard Name Identifier: 0000 0000 8133 1004
- Mathematics Genealogy Project: 137028
- Nationale Bibliotheek van Tsjechië: jo2013791722
- Nationale Bibliotheek van Israël: 987012411575605171
- Nederlandse Thesaurus van Auteursnamen: 067532640
- Système universitaire de documentation: 035119950
- Virtual International Authority File: 54285516
- WorldCat: E39PBJcR9XyDmKtd96wrvrBHG3